# Martin Norsell
Martin Norsell, född 18 februari 1971 i Sävedalens församling i Göteborgs och Bohus län, är en svensk ingenjör och ämbetsman.

## Biografi
Efter gymnasieexamen vid Hvitfeldtska gymnasiet i Göteborg 1991[källa behövs] avlade Norsell civilingenjörsexamen i farkostteknik vid Kungliga Tekniska högskolan (KTH) i Stockholm 1999. År 2004 disputerade han vid KTH på avhandlingen Aircraft trajectory optimization with tactical constraints. År 2009 utnämndes Norsell till docent i militärteknik vid Försvarshögskolan i Helsingfors.
Norsell tjänstgjorde från 2005[källa behövs] till 2018 vid Försvarshögskolan i Stockholm: bland annat som ordförande i forsknings- och utbildningsnämnden (dekan) 2010–2015 som forskningschef 2012–2018, som prorektor 2015–2018, som tillförordnad förvaltningsdirektör 2017–2018 och som tillförordnad professor i militärteknik. Han är professor i militärteknik vid Försvarshögskolan sedan 2011 och var rektor för Högskolan Dalarna från den 1 maj 2018 till 30 november 2023. Norsell är sedan den 1 december 2023 generaldirektör och chef för Universitetskanslerämbetet.
Martin Norsell invaldes som ledamot av Kungliga Örlogsmannasällskapet 2009 och som ledamot av Kungliga Krigsvetenskapsakademien 2015.